# Ашлани
Ашлани́ (рос. Ашланы) — присілок у складі Свічинського району Кіровської області, Росія. Входить до складу Свічинського сільського поселення.
Населення становить 14 осіб (2010, 39 у 2002).
Національний склад станом на 2002 рік — росіяни 74 %.